# Sinornithomimus
Sinornithomimus és un gènere de dinosaure teròpode ornitomímid els fòssils del qual es van trobar l'any 1997, en els estrats del Cretaci superior de la formació d'Ulansuhai, localitzada a Alshanzuo Banner, Mongòlia Interior, nord de la Xina. Les restes fòssils consisteixen en almenys catorze esquelets trobats propers uns dels altres, nou dels quals estaven quasi completament o relativament intactes. La troballa va consistir en tres espècimens sub-adults o adults i onze joves, descrits per Kobayashi i Lü l'any 2003.